# 平成18年台風第10号
平成18年台風第10号（へいせい18ねんたいふうだい10ごう、アジア名：ウーコン〔Wukong、命名国：中国、意味：悟空〕）は、2006年8月13日に発生し、日本に上陸した台風。

## 概要

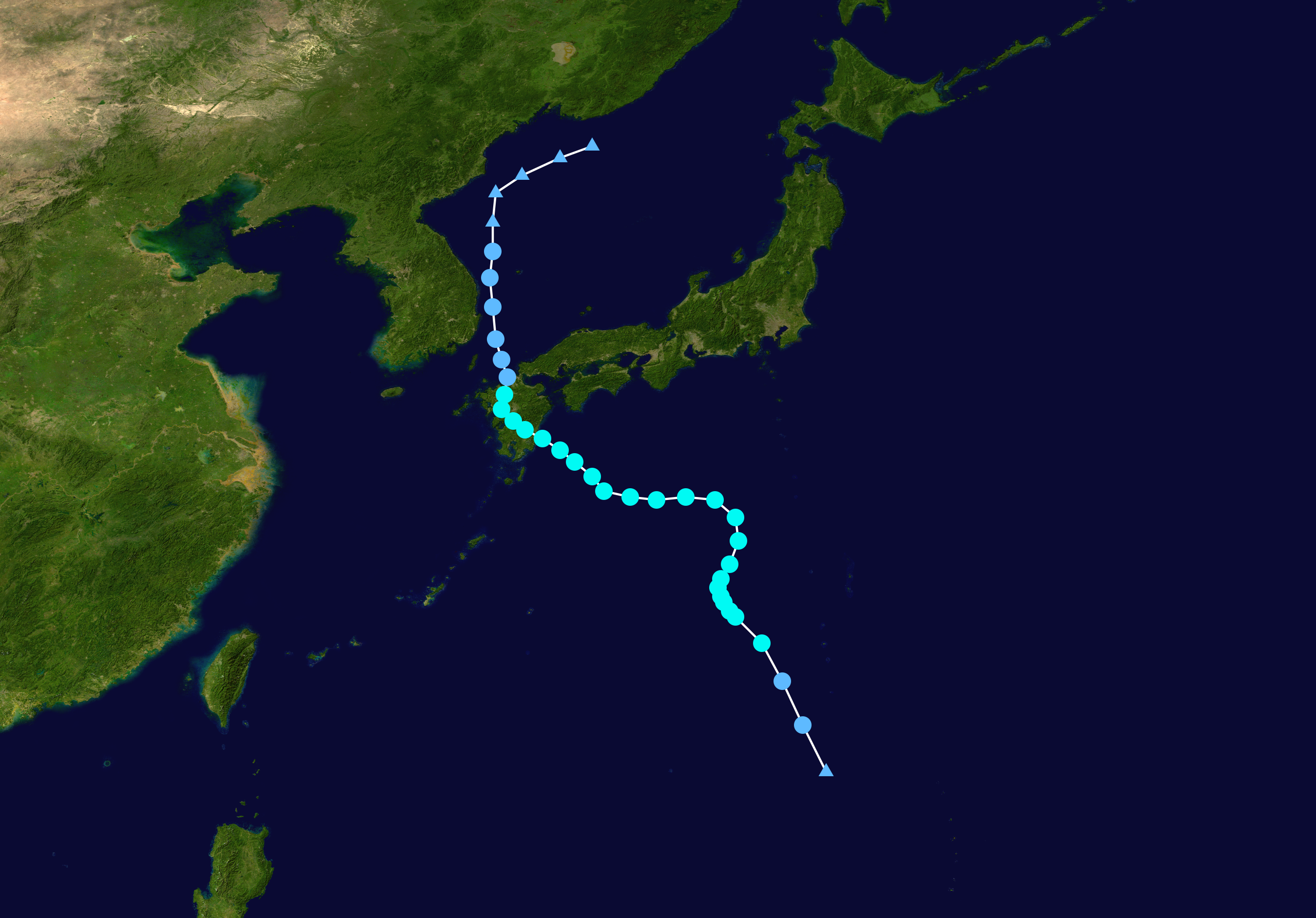
進路図

8月13日に小笠原諸島の南西海上で発生した10号は、発達しながらゆっくりと北西進を続け、発生からわずか4日後には九州の東海上に到達し、18日1時に宮崎県宮崎市付近に上陸した。九州上陸後、台風の速度はさらに遅くなり、同日昼前には熊本県熊本市に達したが、台風は熊本市～山鹿市付近で停滞した。さらに、上陸後半日以上経過しているにもかかわらず勢力を維持し続けたため、九州地方では長時間に渡り、暴風雨が続くこととなった。台風がようやく動き出したのは18時頃で、ゆっくりとした速度で北上し福岡県久留米市、福津市を通過した。台風は上陸から28時間後の19日未明に宗像市沖の日本海に抜けた。20日12時、台風10号は朝鮮半島沖の日本海で熱帯低気圧に変わった。風速25m以上の暴風域は無かったが、進行速度が遅かったために九州から四国にかけて長時間の大雨となった。また日本海側の前線の影響で北海道や東北地方北部でも大雨となった。

## 被害
- 高知県でサーファーが1人が高波に巻き込まれ死亡するなど、海での事故が発生した。
- 負傷者5人、全壊1棟、半壊3棟、一部破損3棟、床上浸水1棟、床下浸水11棟、非住宅被害12棟[3]
- 九州地方各地で避難勧告が出るなどした[2]。
- 台風通過後も大気の状態が不安定となり、22日には大阪府豊中市で時間雨量110mmを観測するなど、広い範囲で非常に激しい雨となった。